# Transito della Terra da Saturno
| Transiti della Terra da Saturno(in corsivo sono indicati i passaggi ravvicinati) | Transiti della Terra da Saturno(in corsivo sono indicati i passaggi ravvicinati) |
| -------------------------------------------------------------------------------- | -------------------------------------------------------------------------------- |
| 14 gennaio 2005                                                                  |                                                                                  |
| 9 luglio 2019                                                                    |                                                                                  |
| 21 luglio 2020                                                                   |                                                                                  |
| 8 gennaio 2034                                                                   |                                                                                  |
| 22 gennaio 2035                                                                  |                                                                                  |
| 15 luglio 2049                                                                   |                                                                                  |
| 16 gennaio 2064                                                                  |                                                                                  |
| 11 luglio 2078                                                                   |                                                                                  |
| 23 luglio 2079                                                                   |                                                                                  |
| 9 gennaio 2093                                                                   |                                                                                  |

Un transito della Terra viene osservato da Saturno ogni qualvolta la Terra si interpone fra il pianeta e il Sole, oscurandone una piccola parte del disco; durante un simile evento, un ipotetico osservatore su Saturno potrebbe osservare la Terra come un disco nero che attraversa il disco solare.
L'evento è di particolare interesse per via della presenza della Luna, solitamente osservabile contemporaneamente alla Terra nel corso del transito. In alcuni rari casi solo uno dei due corpi celesti sarà visibile davanti al Sole, ad esempio perché l'altro è sufficientemente lontano da non trovarsi a toccare direttamente il disco lunare, oppure, come nel caso del 21 luglio 2020, perché la bassa distanza apparente fra i due corpi celesti, inferiore a 5 secondi d'arco, ne renderà difficile la separazione.

## Osservazione del transito
Nessun transito della Terra da Saturno è sinora stato osservato da nessuna delle sonde automatiche che attualmente o in passato sono entrate in orbita attorno al gigante gassoso.
Sebbene durante il transito del 14 gennaio 2005 una sonda funzionante, la Cassini, fosse in orbita attorno a Saturno, nessuna immagine è stata registrata per via della concomitanza con la discesa su Titano del lander Huygens; inoltre la risoluzione angolare necessaria per osservare il transito era al limite delle capacità di fotografiche di Cassini, per non parlare dei potenziali pericoli dovuti all'esposizione diretta degli obiettivi fotografici al Sole.
Un potenziale punto d'osservazione privilegiato per un essere umano potrebbe essere la superficie di uno dei satelliti naturali di Saturno; le circostanze e le durate dei transiti potrebbero variare leggermente.

## Periodicità dei transiti
Il periodo sinodico Terra-Saturno è pari a 387,107 giorni, come risulta dalla formula
{\displaystyle {\frac {1}{{\frac {1}{P}}-{\frac {1}{Q}}}}}
dove P è l'anno siderale terrestre (365,25636 giorni), e Q è il periodo orbitale di Saturno (10746,940 giorni).